# Гороховский, Олег Владимирович
Олег Владимирович Гороховский (укр. Олег Володимирович Гороховський; род. 19 сентября 1974, Днепропетровск) — украинский бизнесмен, банкир — до национализации Приватбанка работал в нём первым заместителем председателя правления. Впоследствии стал соучредителем компании Fintech Band, украинского Monobank и британского Koto.

## Биография
Олег родился 19 сентября 1974 в Днепропетровске (ныне Днепр). С отличием окончил школу №96, затем получил высшее образование в Национальной металлургической академии Украины по специальности «Экономика предприятия».
На последнем курсе Олег начал свой трудовой путь в Приватбанке, стажировался в должности куратора валютного управления. В 28 лет он стал руководителем бизнеса обслуживания VIP-клиентов. В 37 лет стал первым заместителем Председателя Правления банка. В общей сложности работал в Приватбанке в течение 21 года. В декабре 2016 года после национализации Приватбанка ушёл со своей должности.
В 2017 году стал соучредителем IT-компании Fintech Band (основные направления — онлайн-банкинг, процессинг, CRM-система, кредитные карты и т. д.). Сферой внедрения нового бизнес-продукта был выбран онлайн-банкинг. В момент докапитализации компании Fintech Band до 1 млрд грн доля Гороховского в компании составила 17,18 %. В том же году был подписан договор о сотрудничестве с «Универсал Банк», и уже в мае 2017 был анонсирован дебютный проект — мобильный банк под брендом Monobank. В ноябре 2017 года Monobank вышел из бета-версии. По состоянию на конец 2021 года услугами Monobank пользуются более 5 млн клиентов. По сообщению Forbes, в 2021 году миллиардеры Михаил Фридман и Герман Хан предлагали за Monobank более 1 млрд долларов.
В начале 2020 года на британском рынке стартовал проект Koto — аналог украинского Monobank. Проект получил инвестиции ещё до получения лицензии — первым инвестором стал MasterCard. После первых месяцев деятельности были получены дополнительные инвестиции на общую сумму в 3,5 млн долл. Гороховский помогает как консультант Министерству цифровой трансформации Украины разрабатывать мобильное приложение «Дія».
В феврале 2022 года Гороховский был удостоен премии украинской версии журнала Forbes «Предприниматель года» в номинациях «Цифровая экспансия года» и «Приз зрительских симпатий», в связи с чем обозреватели указали на личный вклад имиджевых стратегий Гороховского в успех Монобанка.
Женат, воспитывает троих детей. Любит разнообразные виды спорта, в частности увлекается настольным теннисом, занимается блогерством и иногда путешествует.

## Рейтинги
- Банкир года по версии FinAwards 2020[16].
- Банкир года по версии FinAwards 2023[17].
- «Предприниматель года» 2023, по версии журнала Forbes Ukraine[18].
- Участник списка НВ «Люди десятилетия 2014-2024»[19].
- Участник рейтинга самых влиятельных украинцев от НВ (2024)[20].
- ТОП 100 влиятельных украинцев в 2024 году по версии журнала Фокус[21].